# Шуйчэн
Шуйчэ́н (кит. упр. 水城, пиньинь Shuǐchéng) — район городского подчинения городского округа Люпаньшуй провинции Гуйчжоу (КНР).

## История
Во времена империи Цин в 1733 году был создан Шуйчэнский комиссариат (水城厅). После Синьхайской революции в Китае была проведена реформа структуры административного деления, в результате которой комиссариаты были упразднены, поэтому в 1913 году Шуйчэнский комиссариат был преобразован в уезд Шуйчэн.
После вхождения этих мест в состав КНР в 1950 году был создан Специальный район Бицзе (毕节专区), и уезд вошёл в его состав.
В середине 1960-х годов в КНР началась программа массового развития внутренних районов страны, вошедшая в историю как «Третий фронт». В июне 1964 года ЦК КПК принял решение о развитии добычи угля в уездах Лючжи, Паньсянь и Шуйчэн.
В 1966 году 10 коммун из состава уездов Шуйчэн и Вэйнин-И-Хуэй-Мяоского автономного уезда были выделены в отдельный Особый район Шуйчэн (水城特区).
В 1970 году был создан Округ Люпаньшуй (六盘水地区), в состав которого перешёл, в том числе, Особый район Шуйчэн (к которому был присоединён уезд Шуйчэн) из состава Округа Бицзе (毕节地区).
В декабре 1978 года округ Люпаньшуй был преобразован в городской округ.
В декабре 1987 года был расформирован Особый район Шуйчэн, а вместо него были созданы район Чжуншань и уезд Шуйчэн.
18 июля 2020 года часть земель уезда была передана в состав района Чжуншань, а сам уезд был преобразован в район городского подчинения.

## Административное деление
Район делится на 4 уличных комитета, 11 посёлков и 10 национальных волостей.